# Асатиани, Владимир Алексеевич
Владимир Алексеевич Асатиани (1930-1979) — грузинский советский рабочий, Герой Социалистического Труда, депутат Верховного Совета СССР.

## Биография
Родился 1 января 1930 года в Абхазской АССР. Грузин. Член КПСС с 1951 года. Образование неполное среднее.
С 1946 года — переплётчик в типографии. В 1950—1954 годах служил в Советской Армии. С 1954 года — слесарь-монтажник Тбилисского авиационного завода имени Г. Димитрова Министерства авиационной промышленности СССР.
Депутат Совета Национальностей Верховного Совета СССР 9 созыва (1974—1979) от Тбилисского — имени 26 комиссаров избирательного округа № 163 Грузинской ССР.
Умер 15 июня 1979 году на 50-м году жизни. Похоронен на Сабурталинском кладбище в Тбилиси.

## Награды
- медаль «Серп и Молот» (26.04.1971)
- 2 ордена Ленина (02.04.1966; 26.04.1971)
- орден Трудовой Славы 3-й степени (29.03.1976)